# 獻主教堂 (利沃夫)

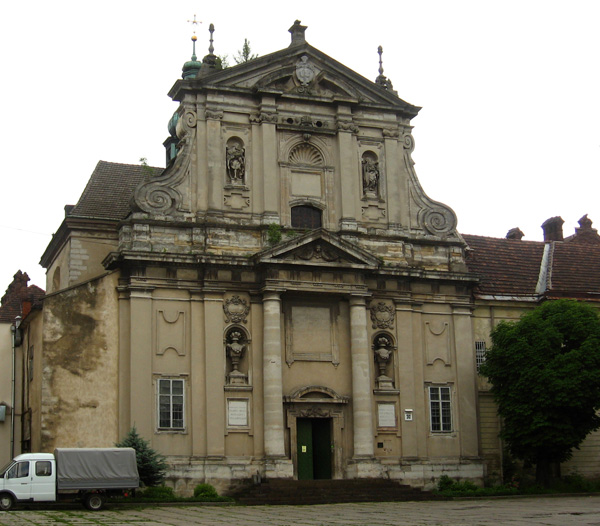
獻主教堂

獻主教堂是烏克蘭城市利沃夫的一座教堂，由Jakub Sobieski設計。這座教堂始建於1642年，但因大洪水而延遲進度。教堂在歷史上曾被用作計量辦公室。現在這座教堂由烏克蘭希臘禮天主教會所有，並奉獻給我們的主。